# Cyphon ozensis
Cyphon ozensis là một loài bọ cánh cứng trong họ Scirtidae. Loài này được Sato miêu tả khoa học năm 1982.